# Sebészi műszerek

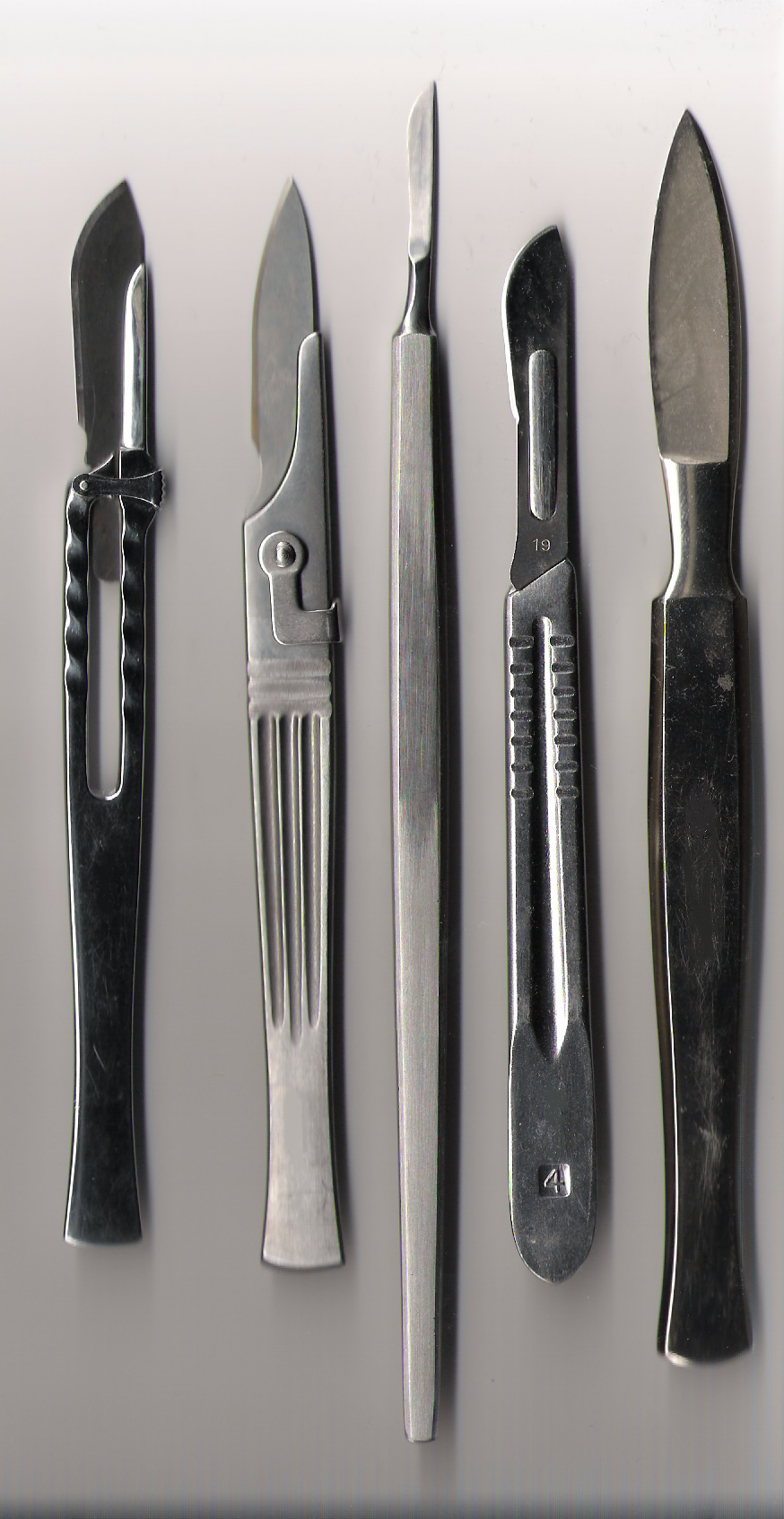
Szikék

Sebészi műszer minden olyan, általában fémből készült eszköz, amit a sebész a beavatkozás elvégzése során használ. Ezek elhelyezésére a nagy műszerasztal és a Sonnenburg-asztal szolgál, mindkettőnek meghatározott rendje van. A Sonnenburg-asztal helyezkedik el a beteghez közel, ezen vannak az éppen aktuálisan szükséges műszerek.

## Műszercsoportok
1. Szövetek szétválasztásának műszerei
2. Vérzéscsillapítás műszerei
3. Rögzítés és feltárás műszerei
4. Speciális műszerek
5. Szövetek egyesítésének műszerei

## Szövetek szétválasztásának műszerei
Szikék
- hagyományos
- cserélhető pengéjű
- egyszer használatos, eldobható

Ollók
- egyenes vagy hajlított
- hegyes-hegyes, hegyes-tompa, tompa-tompa
- Cooper-olló: hegyes-tompa hajlított, zömök olló, varróanyag vágásához
- Mayo-olló: tompa-tompa hajlított, karcsú olló, preparáláshoz
- peritoneumolló: gombos, egyenes olló, hashártya vágásához
- térdes olló: érlumen megnyitásához

Ollók tartása: mindig az 1. és 4. ujjak vannak a gyűrűkben, a 2. ujj a forgáspontnál támaszt.

## Vérzéscsillapítás műszerei
Érfogók: az érlumen végleges elzárására használhatók. Roncsolják az ér intimáját. Inkább kis erek lefogására használják.
- Pean: lehet egyenes vagy hajlított, de nincs fog a végén
- Kocher: mint a Pean, de ennek fog van a végén
- moszkító: a legkisebb Pean és Kocher
- Lumnitzer: a legnagyobb hajlított Kocher, peritoneum kifogására, törlő befogására használható, érfogóként nagyon ritkán alkalmazzák!

Deschamps-tű: aláöltésre, ligatúra elhelyezésére használható. Van belőle jobb és bal oldali
Elektrokoagulátor: hőhatással zárja el az ereket. Lehet monopoliáris és bipoláris. Vágó funkciója is van.

## Rögzítés és feltárás műszerei

### Rögzítés
Szövetek rögzítéséhez
- anatómiai csipesz: nincs fog a végén
- sebészi csipesz: fog van a végén, bőr, izom és peritoneum megfogására használjuk
- speciális csipeszek: fogászcsipesz, bayonett-csipesz (fül-orr-gégészetben használják), Braun csipesz (kézsebészeti műtéteknél ín megfogására használják )

A csipeszeket tollszár-tartással kell fogni.
Textíliák rögzítéséhez
- cserebogár: rövid, 8-as alakú, hegyes műszer, a műtéti izolálótextiliák rögzítéséhez
- Backhaus féle kendőfogó: hasonló, fogószerű kivitelben
- Doyen: nagyobb, szögletes idomú, szövetek textilekhez való rögzítésére
- peritoneumfogó: a második izolálási vonal kialakításánál van kulcsszerepe, a peritoneum megfogására használható
- Lumnitzer: igen sokoldalú eszköz, műszerek a nagy műszerasztalól a Sonnenburg-asztalra való helyezésére is használható

### Feltárás
Kampók és lapocok
- lapocok: egyetlen, széles, kampószerűen álló végük van
- kampók:
  - francia vagy Langenbeck lapos kialakításúak
  - kosaras kampók 2-, 4-, 6-, 8-ágúak
  - speciális (Amerikai; Szent Márk )
- sebhorgok: egy, hegyes végük van
- spatulák: a kívánt alakra hajlíthatók

Önfeltárók
- Finochietto-féle mellkasi feltáró: fogasléccel és fogaskerékkel állítható a szélessége
- Gosset-féle hasi feltáró: önszorítós megoldás, kisebb műszer
- mastoid retractor: zárszerkezettel működő fogó

## Speciális műszerek
Bélfogók: hosszában rovátkolt fogók, gyakran gumicsővel.
Dissectorok: az egyik legnagyobb speciális műszer, melyet gyakran műszerek megfogására használnak
Érleszorítók: az érlumen reverzíbilis elzárását teszik lehetővé.
- Satinsky-érelszorító: íves végű érleszorító fogó
- De Bakey-érelszorító: térdes kialakítású érleszorító fogó
- Blalock-érelszorító: csavarmenettel záródó érleszorító, általában gumicsövekkel
- bulldog: kicsi, rövid érleszorító, a cserebogárhoz hasonló kivitelben

Szerv- és szövetfogók
- Museux: tumorok kicsípésére való
- Volkmann-féle kanál: éles szélű kanál, szövetdarabok kiemelésére
- Luer-féle tracheakanül: lehet fémből és műanyagból is
- raspatórium: a csonthártya eltávolítására való (bécsi, kaparaspa)
- gipszvágó olló
- porcolló
- vésők, kalapács
- csontcsípő

## Szövetek egyesítésének műszerei

### Tűfogók
- Mathieu: hagyományos tűkhöz való, marokkal zárható, végén zárszerkezettel
- Hegar: gyűrűs fogású, atraumatikus tűkhöz való
- Zweifel: erővágó-szerű áttétellel működik, alakra a Mathieu-höz hasonló

### Sebészi tűk
- bőrtűk: vágóélük van, a keresztmetszetük háromszög alakú, ívük a kör 1/4-e vagy 3/8-a (jele B)
- izomtűk: szintén háromszög alakú keresztmetszet, az ív 1/2-es vagy 5/8-os (jele G) . A bőr- és izomtűket nem lehet alkalmazni érben, bélben, parenchymás szervekben, illetve ott, ahol nagy vérzésre lehet számítani.
- Bassinitűk: vágó élük van, keresztmetszete háromszög alakú, ív          , (jele Ga)
- serosa: kerek keresztmetszet, az ív tetszőleges lehet, hegyes. Erek, belek, idegek öltésénél                  használható. (jele Pb)
- parenchyma: kerek keresztmetszet, de tompa vég (nem okoz epeszivárgást)
- atraumatikus: a varróanyag a tű folytatásában halad, így nem feszíti szét a szúrcsatornát
- sokszögű tű: hegszövet öltéséhez használható

Lásd még: Sebészi tűk és varróanyagok

### Varróanyagok
Def.: Természetes, vagy szintetikus anyagok, amelyek összetartó erőként szerepelhetnek a szövetszélek, szövetfelszínek között, amíg egy tartós, kötőszövetes összeköttetés kialakul a sebfelszínek között.
A jó varróanyag jellemzői: (fizikai, kémiai és biológiai jellemzők)
- megfelelő szakító- és nyújtási szilárdság
- jó csomózhatóság és csomótartás
- könnyen kezelhető
- monofil, sima felület
- fűrész- és vágóhatás nélküli
- jól sterilezhető
- enzimekkel szemben ellenáll (csak ha nem felszívódó)
- ellenállóak savakkal, lúgokkal, baktériumokkal szemben is
- nem okoz oedemát, nem toxikus, nem allergizál, nem drenál
- nem karcinogén
- kis szöveti reakciót okoz

Nem felszívódó varróanyagok:
- selyem
- len
- fém
- mesterséges: poliamid, poliészter, polipropilén, polibutészter, politetrafluoroetilén (PTFE)

Felszívódó varróanyagok:
- catgut
- kollagén
- poliglikolsav
- poliglükonát
- polidioxanon

Varróanyagok száljellege
- MONOPHIL: gyengék, kis vágóhatással rendelkeznek, nem vezetik a kórokozókat
- POLIPHIL: erősek, vezetik a kórokozókat a szálak között, van sodrott (twisted) és fonott (braided) formája
- PSEUDOMONOPHIL (monofilamentizált poliphil): erősek, nem drenálnak, kis vágóhatással rendelkeznek

Reakcióindex: a varróanyag átmérője osztva a reakcióudvar átmérőjével.

### Kapcsok → Michel-kapcsok
Kapocsrakó csipesszel lehet felhelyezni, kapocsszedő csipesszel lehet eltávolítani. Stapler = kapocsrakó gép, történeti szempontból fontos a Petz-féle gép. Szép sebgyógyulást eredményez. Olyan helyen használják, ahol a sebgyógyulás esztétikája fontosabb, mint a varrat teherbírása (például nyaki sebeknél).

## Asztalrendek
A műtőben a műszerek tárolására két asztal szolgál, a nagy műszerasztal és a kisebbik Sonnenburg asztal, amiről műszerel a műtősszakasszisztens. A műtét kezdetén az előreláthatólag szükséges eszközöket helyezi fel a Sonnenburg-asztalra, ahonnan a nagy műszerasztalra nem szabad műszereket visszahelyezni, mert ezek vérrel, illetve más, nem steril anyagokkal szennyeződhettek.

### A nagy műszerasztal rendje
A nagy műszerasztalon a műszercsoportoknak megfelelően helyezzük el a műszereket. Középre tesszük a cserebogarakat, Doyeneket és az ollókat. A tűfogók az asztal betegtől távolabbi (könnyebb érthetőség kedvéért: alsó) szélére, középre kerülnek, tőlük balra az anatómiai, jobbra a sebészi csipeszek. A feltáró műszerek helye az asztal bal felső sarka. A bal alsó sarokba kerülnek a speciális műszerek, a fogászcsipeszek az anatómiai csipeszektől balra. A tűk a felső szélen, középen vannak, a tűk és a feltárók közé a szikék kerülnek. A jobb alsó sarokban vannak a vérzéscsillapítás műszerei, a jobb felső sarokban a törlők és izolációs textilek. A jobb felső sarokban van ezenkívül egy Lumniczer, benne jódos gézzel, a műtéti terület fertőtlenítéséhez.

### A Sonnenburg-asztal rendje
A Sonnenburg-asztalra minden műtősszakasszisztens egy, a szakképzés során tanult séma szerint helyezi fel a műszereket. A Sonnenburg-asztal általános rendje egy meghatározott sémát követ, mely a műtétet műszerelő műtősnők számára irányadó. Az asztal közepén a Doyenek és cserebogarak, a jobb szélén pedig a peritoneumfogók és érfogók találhatóak. Az operatőr területén egy szike, egy anatómiai és egy sebészi csipesz, egy Cooper-olló és egy Mayo-olló, az asszisztens területén egy Cooper-olló, egy anatómiai és egy sebészi csipesz, a műtősnő területén pedig csak egy Cooper-olló található. Az asztal betegtől távolabbi részére készítjük a tűfogót, befogott tűvel és fonallal, ez az egyetlen műszer, amelynek a hegye kifelé áll.

#### Bőr- és izommetszéshez
Bőr- és izommetszéshez 4 cserebogárra, és a seb méretétől függően 4 vagy 6 Doyenre, a seb zárásához izom- és bőrtű szükséges

#### Laparotomiához (a hasüreg megnyitásához)
6 cserebogarat, 6 Doyent és 6 peritoneumfogót és az operatőrnek egy peritoneumollót teszünk fel a Sonnenburg-asztalra a műtét kezdetén. A későbbiekben szükség lesz hasi feltáróra is.

#### Hasfalzáráshoz
Szükség van serosatűre, izom- és bőrtűre.

#### Vénapreparáláshoz és -kanüláláshoz
Szükség van a bőr- és izommetszésnél említett műszereken kívül egy térd ollóra a vénafal V alakú bemetszéséhez, fogászcsipeszre a vénafal rögzítéséhez a kanül bevezetése során, és természetesen az előre elkészített kanülre.
A Backhaus-csíptető egy a sebészetben használatos rugós horog. A műtét közben a műtött területet körülhatároló lepedők és kendők rögzítésére szolgál.
A dissector egy az orvostudományban használatos eszköz. Leginkább a sebészetben és annak minden ágában alkalmazzák képletek kifejtésére, szétválasztására, preparálására.
A Mathieu-tűfogó a sebészetben leginkább használt rugós tűfogó. (Raoul Mathieu párizsi műszerész fejlesztette ki.)
A Kjelland-fogó egy a sebészetben alkalmazott műszer. Jellemzői: egyenes fogó, a kanalak csúsztatható zárban keresztezik egymást, a kanál csekély bajonettszerű hajlata a medence görbülete felé